# Leucophora nudigrisella
Leucophora nudigrisella är en tvåvingeart som beskrevs av Fan 1986. Leucophora nudigrisella ingår i släktet Leucophora och familjen blomsterflugor.
Artens utbredningsområde är Sichuan (Kina). Inga underarter finns listade i Catalogue of Life.